# Malo Bavanište
Malo Bavanište (izvirno srbsko Мало Баваниште) je naselje v Srbiji, ki upravno spada pod Občino Kovin; slednja pa je del Južnobanatskega upravnega okraja.

## Demografija
V naselju živi 331 polnoletnih prebivalcev, pri čemer je njihova povprečna starost 41,8 let (40,7 pri moških in 42,9 pri ženskah). Naselje ima 136 gospodinjstev, pri čemer je povprečno število članov na gospodinjstvo 3,09.
To naselje je, glede na rezultate popisa iz leta 2002, večinoma srbsko, a v času zadnjih treh popisov je opazno zmanjšanje števila prebivalcev. 

## Etnična sestava po popisu leta 1991
| let   | Skupno | Srbi   | Madžari | Romuni | Črnogorci | Jugoslovani | Vlahi | Nemci | Оstali |
| 1991. | 522    | 95.78% | 1.91%   | 0.57%  | 0.19%     | 0.95%       | 0.00% | 0.19% | 0.54%  |

|  |

| Demografija | Demografija     | Demografija     |
| Leto        | Št. prebivalcev | Št. prebivalcev |
| ----------- | --------------- | --------------- |
|             |                 |                 |
|             |                 |                 |
|             |                 |                 |
|             |                 |                 |
| 1948        | 315             |                 |
| 1953        | 277             |                 |
| 1961        | 422             |                 |
| 1971        | 694             |                 |
| 1981        | 621             |                 |
| 1991        | 522             | 466             |
| 2002        | 493             | 420             |
|             |                 |                 |

| Etnična sestava po popisu iz leta 2002 | Etnična sestava po popisu iz leta 2002 | Etnična sestava po popisu iz leta 2002 | Etnična sestava po popisu iz leta 2002 | Etnična sestava po popisu iz leta 2002 |
| -------------------------------------- | -------------------------------------- | -------------------------------------- | -------------------------------------- | -------------------------------------- |
| Srbi                                   | Srbi                                   |                                        | 396                                    | 94,28%                                 |
| Vlahi                                  | Vlahi                                  |                                        | 11                                     | 2,61%                                  |
| Romuni                                 | Romuni                                 |                                        | 5                                      | 1,19%                                  |
| Madžari                                | Madžari                                |                                        | 5                                      | 1,19%                                  |
| Črnogorci                              | Črnogorci                              |                                        | 1                                      | 0,23%                                  |
| Hrvati                                 | Hrvati                                 |                                        | 1                                      | 0,23%                                  |
| Slovaki                                | Slovaki                                |                                        | 1                                      | 0,23%                                  |
| Neznano                                | Neznano                                |                                        | 0                                      | 0,0%                                   |